# L’Écho de la timbrologie
L’Écho de la timbrologie ist eine seit 1887 monatlich erscheinende französische philatelistische Zeitschrift. Sie ist damit die älteste noch existierende französische philatelistische Fachzeitschrift. Ihr Untertitel lautet „La tribune des philatélistes.“

## Geschichte
Edmond Frémy veröffentlichte am 15. November 1887 in Douai die erste Ausgabe. 1890 veräußerte er die Zeitschrift an den Briefmarkensammler Théodule Tellier, den Mitbesitzer der Druckerei Yvert in Amiens, in der die Zeitschrift gedruckt wurde. 1895 übernahm Louis Yvert die Chefredaktion des Blattes. Sein Sohn Pierre folgte ihm in den 1930er Jahren, sein Enkel Jean 1955. Benoît Gervais übernahm in den 1990er Jahren; er ist seit 2012 Herausgeber. Die Chefredaktion liegt seit 2012 bei Sophie Bastide-Bernardin.
Der Verlag und die Druckerei Yvert et Tellier sind in Amiens ansässig, die Redaktion residiert in Paris. Neben dem seit 2000 erscheinenden „Timbres magazine“ ist die „L’Écho de la timbrologie“ eine der beiden größten philatelistischen Fachzeitschriften in Frankreich. Verkaufte Auflage (1999): 15.789.

## Atouts timbres
Der Verlag veröffentlicht seit 1996 die Schwesterzeitschrift Atouts timbres, die auf eine jüngere Zielgruppe abgestellt ist.